# Кохнівка
Кохнівка — колишнє село, пізніше хутір. На теперішній час є частиною (кутком) села в Свічківка у Драбівському районі Черкаської області.

## З історії
У другій половині XVIII ст., як невеличке село, Кохнівка входила до складу Яблунівської сотні Лубенського полку.
З ліквідацією сотенного устрою селище Кохнівка перейшла до складу Золотоніського повіту Київського намісництва.
За описом 1787 року в селі проживало 44 душі. Було у володінні різного звання «казених людей» і власника — військового товариша Петра Прохоровича.
Від початку ХІХ ст. Кохнівка вже у складі Пирятинського повіту Полтавської губернії.
У радянський період, станом на 1946 рік разом із хуторами Ковтунівка, Остапівка, Хомівщина і селом Свічківка, Кохнівка у якості хутора входила до Свічківської сільської ради Драбівського району (на той час у складі Полтавської області).

## Відомі уродженці
- Ходоровський Григорій Костянтинович — український піаніст, композитор і педагог.